# 仲之神島

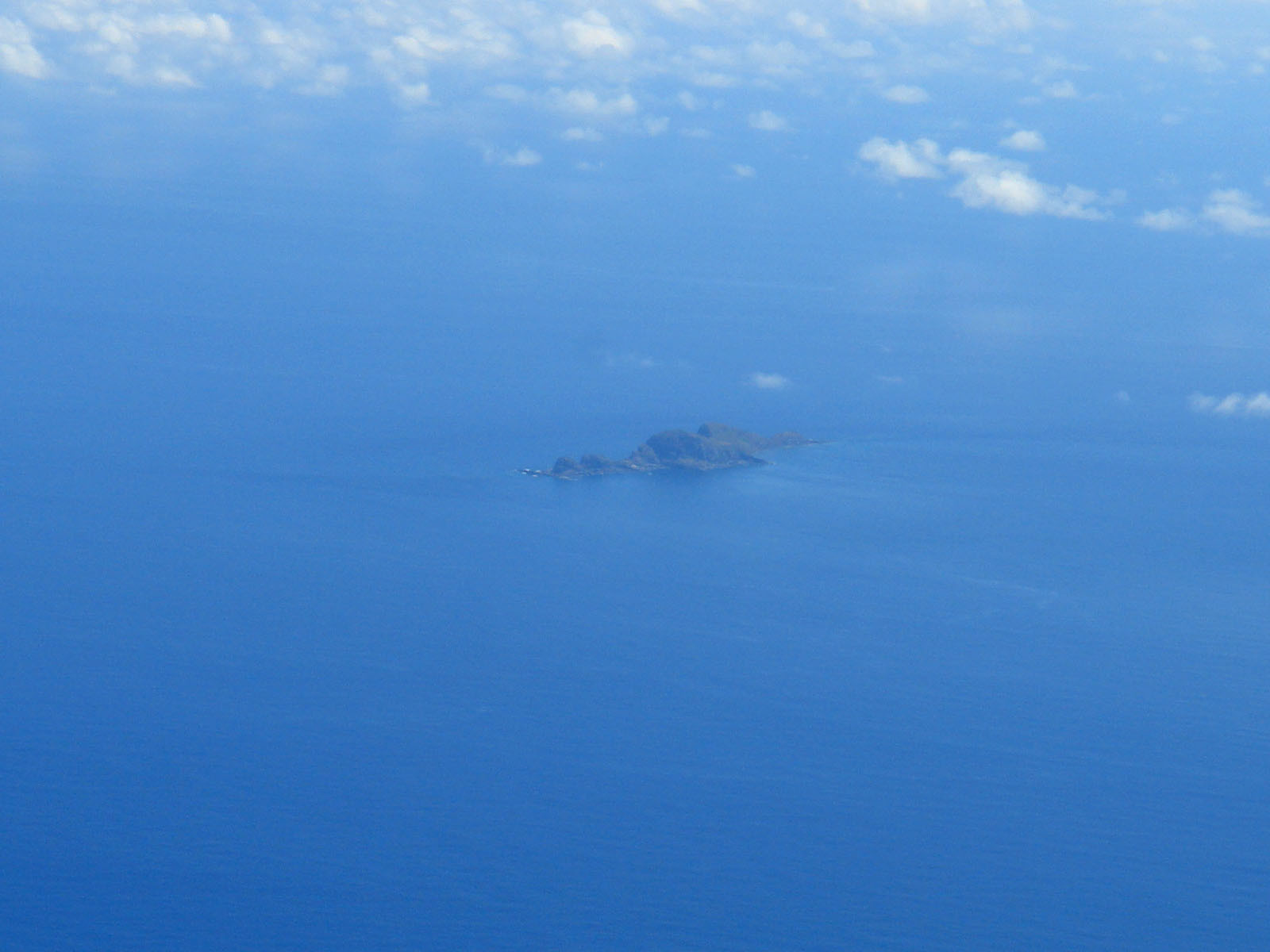
仲之神島

仲之神島（日文：、平假名：、羅馬拼音：Nakanokami-jima）是位於琉球列島的八重山群島西表島西南方約15千米的荒島，屬於西表石垣國立公園的一部份。日文也寫為、，其他也有人稱為「仲之御神島」或「仲御神島」。
島嶼大致為東西向葫蘆形，四周為懸崖，島上以草地為主，最高點海拔102米。
島上為海鳥的棲息地，有超過1萬隻海鳥生活於島上，於1972年5月15日以作為「仲之神島海鳥棲息地」被列入國家公園的保護區，並禁止登島。

## 外部連結
- （日語）仲之神島海鳥棲息地
- （日語）地図閲覧サービス（試験公開） 362324 2万5千分1地形図名：仲御神島 (南西)（页面存档备份，存于）
- （日語）地図閲覧サービス（試験公開） 362324 2万5千分1地形図名：仲御神島 (南東)（页面存档备份，存于）